# Черниговская гривна (змеевик)
Черниговская гривна (укр. Чернігівська гривня) — древнерусский медальон-амулет. Относится к типу амулетов-змеевиков. Находится в Государственном Русском музее в Санкт-Петербурге.

## История
Случайно найденный 1821 году на берегу реки Белоус вблизи Чернигова медальон, учитывая его качество и высокую стоимость, должен был принадлежать лицу из княжеского рода.
Митрополит Евгений (Болховитинов) выразил предположение, что черниговская гривна могла принадлежать Владимиру Мономаху, так как тот имел христианское имя Василий и правил в Чернигове в 1078—1094 годах. С этим соглашается большинство исследователей.

## Описание
Вес около 186 граммов. Диаметр 7,3 см. Изготовлен методом литья по восковой модели, надписи и изображения дополнительно рубленые.
На лицевой стороне — изображение Архангела Михаилас надписью на старославянском «Михаил» и по краю — текстом молитвы по-гречески «Свят, свят, свят …».

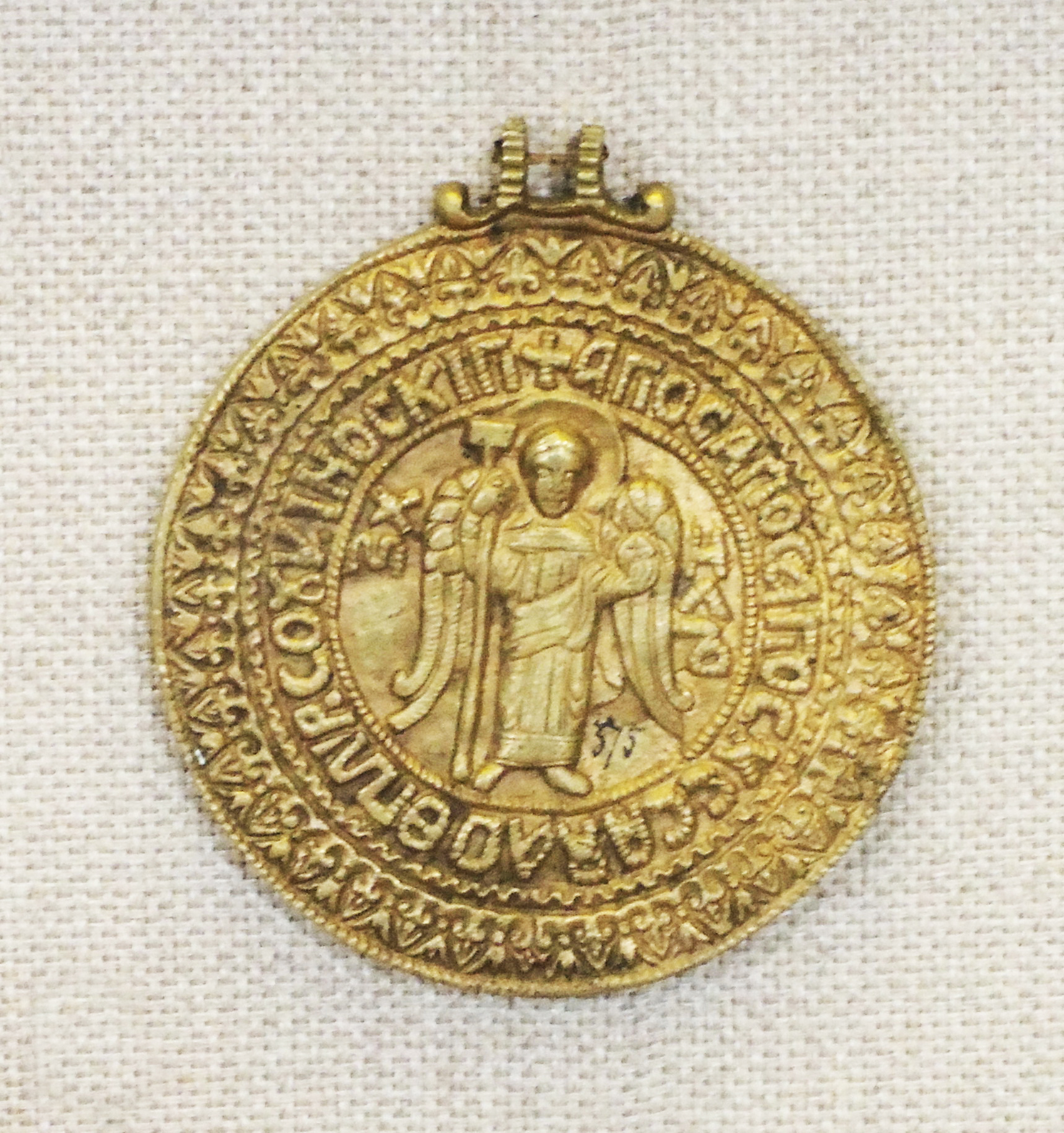
Оборотная сторона с изображением Михаила (копия в Историческом музее)

На оборотной стороне — женская голова, окружённая переплетенными змеями (о значении см. змеевик), по краю — текст на старославянском: «Господи, помоги рабу своему Василию. Аминь», вокруг которого — текст заговора на греческом языке.